# Андало
Андало (італ. Andalo, вен. Andało) — муніципалітет в Італії, у регіоні Трентіно-Альто-Адідже,  провінція Тренто.
Андало розташоване на відстані близько 490 км на північ від Рима, 15 км на північний захід від Тренто.
Населення — 1062 особи (2014).
Щорічний фестиваль відбувається 15 червня. Покровитель — святий Віт.

## Демографія
Населення за роками:

Станом на 1 січня 2023 року в муніципалітеті офіційно проживало 76 іноземців з 15 країн, серед них 46 громадян країн Євросоюзу та 3 громадяни України.

## Сусідні муніципалітети
- Каведаго
- Фай-делла-Паганелла
- Мольвено
- Сан-Лоренцо-ін-Банале
- Валлелагі
- Цамбана